# Matelea bahiensis
Matelea bahiensis là một loài thực vật có hoa trong họ La bố ma. Loài này được Morillo & Fontella mô tả khoa học đầu tiên năm 1985.